# Disney Infinity
Disney Infinity är ett actionäventyrsspel med sandbox-tema. Spelet utvecklades av Avalanche Software och gavs 2013 ut av Disney Interactive Studios till Wii, Wii U, Playstation 3, Xbox 360, Nintendo 3DS, Microsoft Windows och IOS. Spelet involverar leksaker baserade på Disney-figurer, som med hjälp av närfältskommunikation kan kommunicera med spelet.
En uppföljare vid namn Disney Infinity: 2.0 Edition, som bland annat innehåller Marvel-figurer, släpptes 2014.

## Utgivning
Konsolversionerna släpptes den 18 augusti 2013 i Nordamerika, den 23 augusti i Europa och den 28 november i Japan; i Japan var Wii U- och Nintendo 3DS-versionerna de enda konsolversioner som släpptes.
IOS-versionen gavs ut den 18 september 2013 i Nordamerika och Europa, och Windows-versionen gavs ut internationellt den 14 november 2013.

## Figurer

### Pirates of the Caribbean
- Captain Jack Sparrow
- Captain Hector Barbossa
- Davy Jones

### The Incredibles
- Mr. Incredible
- Mrs. Incredible / Elastigirl
- Syndrome
- Violet Parr
- Dash Parr

### Monsters University
- James P. "Sulley" Sullivan
- Mike Wazowski
- Randall Boggs

### Cars
- Lightning McQueen
- Holley Shiftwell
- Francesco Bernoulli
- Tow Mater

### The Lone Ranger
- The Lone Ranger
- Tonto

### Toy Story
- Buzz Lightyear
- Jessie
- Woody

### The Nightmare Before Christmas
- Jack Skellington

### Tangled
- Rapunzel

### Wreck-It Ralph
- Wreck-It Ralph
- Vanilja von Sockertopp

### Frozen
Karaktärer från Frost:
- Anna
- Elsa

### Fantasia
- Sorcerer's Apprentice Mickey Mouse

### Phineas and Ferb
- Phineas Flynn
- Agent P